# Moghol (langue)
Pour les articles homonymes, voir moghol.
Le moghol est une langue mongole parlée dans la province de Hérât, en Afghanistan, par les Moghols, des descendants de soldats mongols installées à l'époque des conquêtes de Genghis Khan au XIIIe siècle ou de Babur au XVIe siècle.
Dans les années 1970, lorsque le chercheur allemand Michael Weiers a fait un travail de terrain sur la langue, peu de gens la parlaient, et la plupart avaient plus de quarante ans.
La langue est quasiment éteinte.

## Phonologie

### Voyelles
|         | Antérieure | Centrale | Postérieure |
| ------- | ---------- | -------- | ----------- |
| Fermée  | i [i]      |          | u [u]       |
| Moyenne | e [e]      |          | o [o]       |
| Ouverte |            | a [a]    |             |

- Le moghol présente un système vocalique particulier[3]:

Les voyelles mongoles [ø] et [y] ont disparu.
olas-, (mongol littéraire ölüs-)
nidun, œil (mongol littéraire, nidün)
Des diphtongues correspondent aux séquences /-VgV-/, /VγV-/, /-VyV-/ du mongol littéraire.
toa, nombre (mongol littéraire toγa)
doun, (mongol littéraire degün)

### Consonnes
|               |               | Bilabiale | Dentale | Latérale | Palatale | Vélaire | Uvulaire |
| ------------- | ------------- | --------- | ------- | -------- | -------- | ------- | -------- |
| Occlusives    | Sourdes       | p [p]     | t [t]   |          |          | k [k]   | q [q]    |
| Occlusives    | Sonores       | b [b]     | d [d]   |          |          | g [g]   | ɢ [ɢ]    |
| Fricatives    | Fricatives    |           | s [s]   |          | ʃ [ʃ]    | x [x]   |          |
| Affriquées    | Sourdes       |           |         |          | tʃ [t͡ʃ]  |         |          |
| Affriquées    | Aspirée       |           |         |          | dʒ [d͡ʒ]  |         |          |
| Nasales       | Nasales       | m [m]     | n [n]   |          |          | ŋ [ŋ]   |          |
| Liquides      | Liquides      |           | r [r]   | l [l]    |          |         |          |
| Semi-voyelles | Semi-voyelles |           |         |          | j [j]    |         |          |